# お叱りください!
『お叱りください!』（おしかりください）は、2005年1月8日から同年2月26日まで朝日放送（ABCテレビ）の深夜番組放送枠『百万馬力』で放送されていたバラエティ番組。全8回。放送時間は毎週土曜 25:00 - 25:30。
当時baseよしもとで活動していた笑い飯と麒麟と千鳥の3組が、交替制で様々な企画を提案・プロデュースしていた番組。
| スタブアイコン | サブスタブ | この項目は、まだ閲覧者の調べものの参照としては役立たない、テレビ番組に関連した書きかけの項目です。この項目を加筆・訂正などしてくださる協力者を求めています（P:テレビ/PJ:放送または配信の番組）。 |